# Cristóbal Castillo
Cristóbal Alonso Castillo Espinaza (Independencia, 4 febbraio 2003) è un calciatore cileno, centrocampista dell'O'Higgins.

## Carriera

### Club
Castillo è cresciuto nel settore giovanile dell'O'Higgins, dove ha debuttato il 27 marzo 2021 nell'incontro di Primera División pareggiato 1-1 contro l'Everton.

### Nazionale
Nel gennaio del 2023, è stato incluso dal selezionatore Patricio Ormazábal nella lista dei convocati della nazionale Under-20 per il Campionato sudamericano di calcio Under-20 2023 organizzato in Colombia.

## Statistiche
Statistiche aggiornate al 26 aprile 2024.

### Presenze e reti nei club
| Stagione        | Squadra         | Campionato      | Campionato | Campionato | Coppe nazionali | Coppe nazionali | Coppe nazionali | Coppe continentali | Coppe continentali | Coppe continentali | Altre coppe | Altre coppe | Altre coppe | Totale | Totale | Totale |
| Stagione        | Squadra         | Comp            | Pres       | Reti       | Comp            | Pres            | Reti            | Comp               | Pres               | Reti               | Comp        | Pres        | Reti        | Pres   | Reti   |        |
| --------------- | --------------- | --------------- | ---------- | ---------- | --------------- | --------------- | --------------- | ------------------ | ------------------ | ------------------ | ----------- | ----------- | ----------- | ------ | ------ | ------ |
| 2021            | O'Higgins       | A               | 11         | 0          | CC              | 1               | 0               |                    | -                  | -                  |             | -           | -           | 12     | 0      |        |
| 2022            | O'Higgins       | A               | 13         | 0          | CC              | 2               | 0               |                    | -                  | -                  |             | -           | -           | 15     | 0      |        |
| 2023            | O'Higgins       | A               | 10         | 0          | CC              | 5               | 0               |                    | -                  | -                  |             | -           | -           | 15     | 0      |        |
| 2024            | O'Higgins       | A               | 2          | 0          | CC              | 0               | 0               |                    | -                  | -                  |             | -           | -           | 2      | 0      |        |
| Totale carriera | Totale carriera | Totale carriera | 36         | 0          |                 | 8               | 0               |                    | -                  | -                  |             | -           | -           | 44     | 0      |        |